# Estolomimus curtus
Estolomimus curtus är en skalbaggsart som först beskrevs av Stefan von Breuning 1940.  Estolomimus curtus ingår i släktet Estolomimus och familjen långhorningar. Inga underarter finns listade i Catalogue of Life.